# Henning Koppel
Henning Koppel, född den 8 maj 1918 i Köpenhamn, död 27 juni 1981 i Köpenhamn, var en dansk guldsmed, formgivare, skulptör, tecknare och grafiker.

## Biografi
Henning Koppel var son till redaktören Valdemar Koppel och Elise Jörgensen och från 1941 gift med Jytte Skouboe Petersen. Han studerade teckning för Bizzie Høyer 1935–1936 och därefter skulptur för Einar Utzon-Frank och Anker Hoffmann vid den danska konstakademien samt vid Académie Ranson i Paris 1938. Under Paristiden anammade han den då nya  avantgardestilen.
Under andra världskriget vistades Koppel i exil i Sverige 1943–1945 och formgav arbeten för Svenskt Tenn och Orrefors. Han medverkade i samlingsutställningen Konstnärer i landsflykt i Stockholm 1944 och på beställning utförde han porträttbyster av Tora Nordström-Bonnier och Carl-Adam Bonnier.
Han anställdes som formgivare vid Georg Jensen Sølvsmedie 1945 och kom att bli en av de främsta förnyarna av silversmedskonsten under andra hälften av 1900-talet. Koppel formgav korpusarbeten, bestick, klockor, smycken, klockor och mycket annat. År 1953 tilldelades han Lunningpriset för sina arbeten. 1957 introducerade han bestickskollektion Caravel åt Georg Jensen. Under 1970-talet blev hans arbeten allt mer geometriska och mindre skulpturala. Ett exempel på hans allt mer nedtonade rationella estetik var serien Vejrstation (Väderstation) som utkom 1980 och var ett av hans sista objekt. Vejrstation bestod av en barometer, en hygrometer, en termometer och en klocka.

## Bilder, arbeten i urval

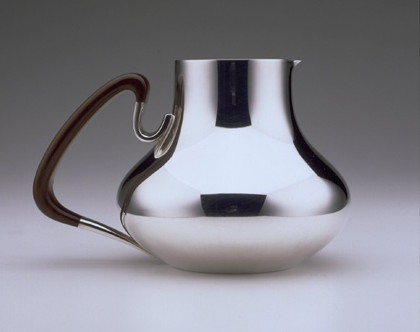
Gräddkanna i silver.
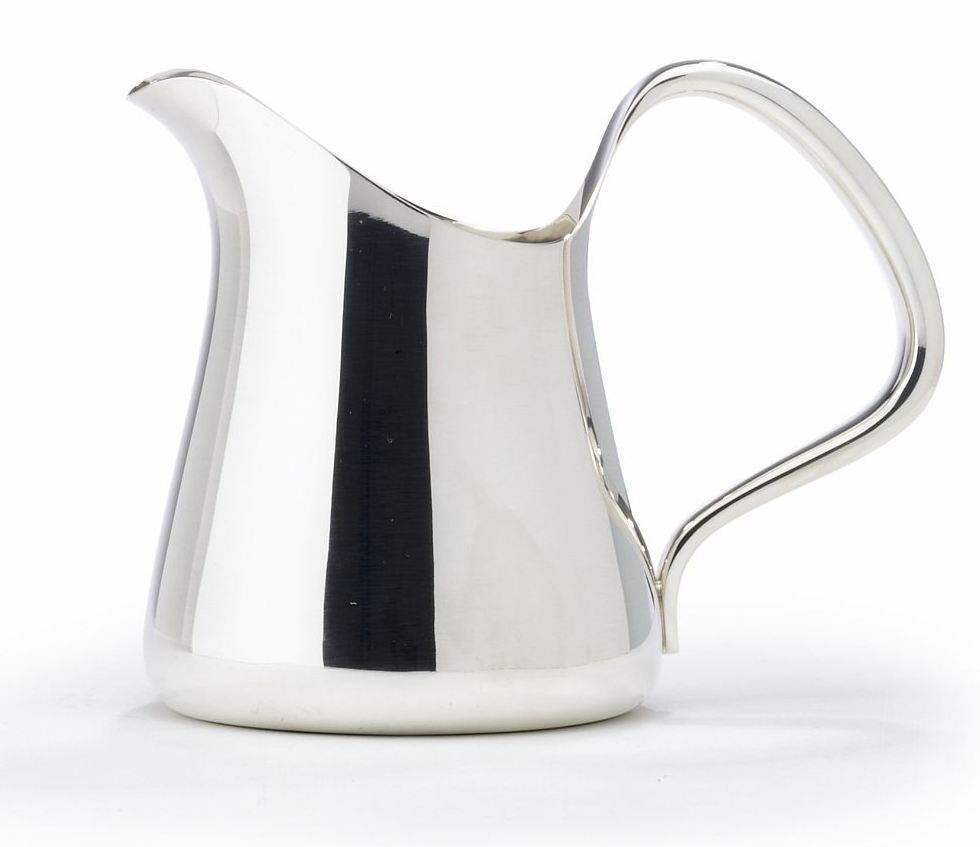
Gräddkanna i silver.
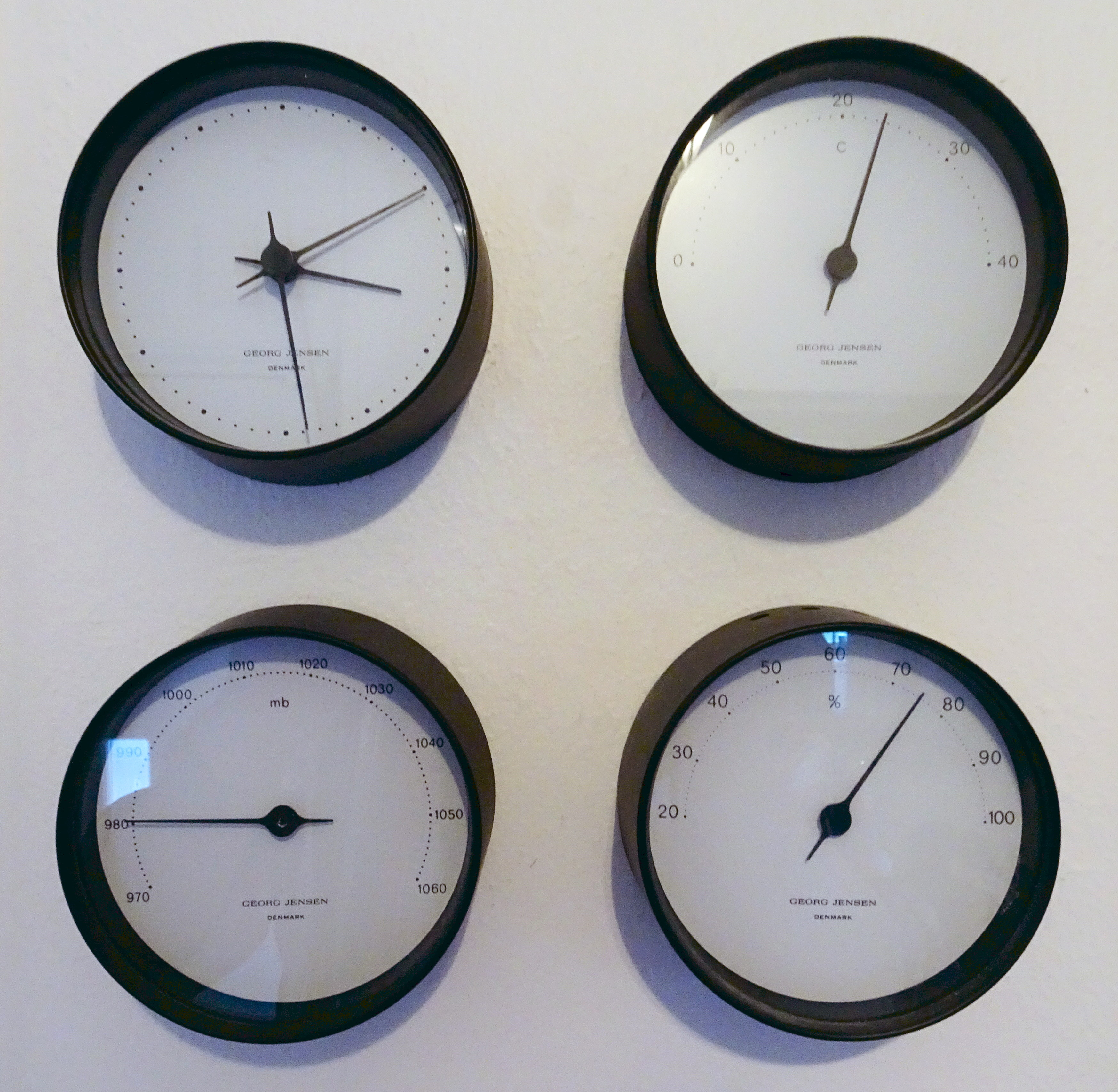
Koppels Vejrstation.
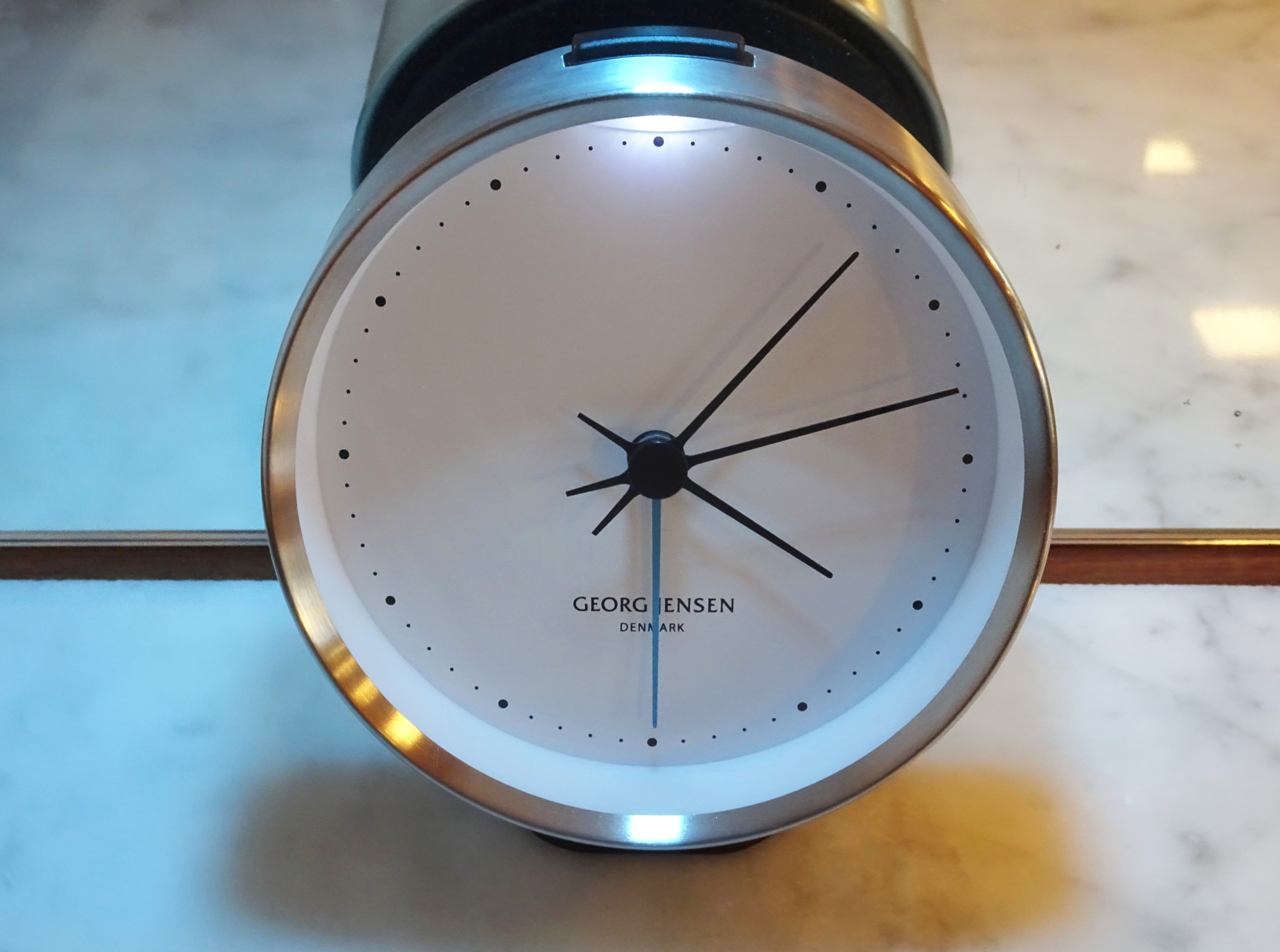
Väckarklocka i stål.
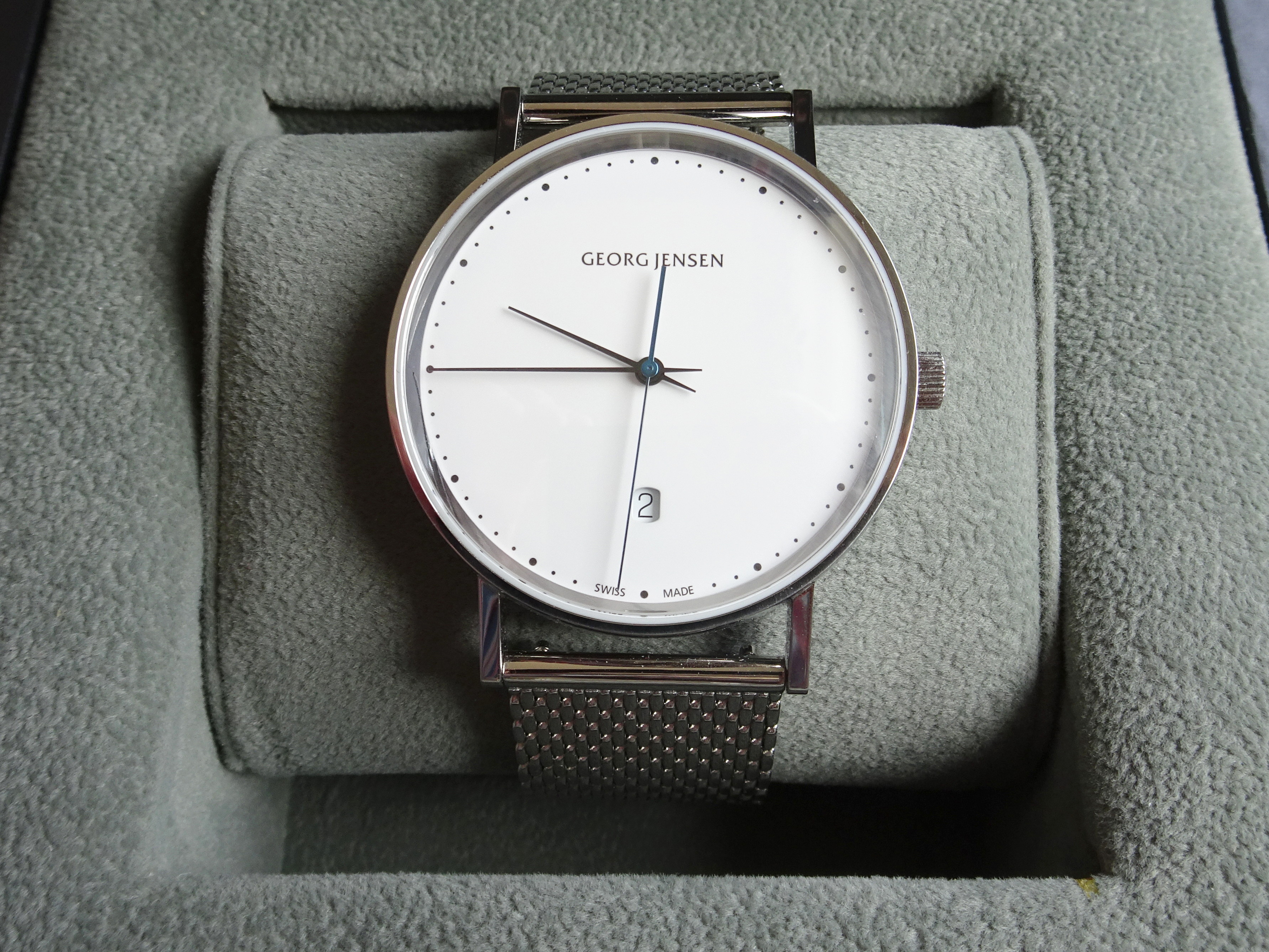
Herrur i stål.